# Cemento puzolánico tipo CP40
El ecomaterial Cemento Puzolánico CP40 es un aglomerante hidráulico, producido por la mezcla íntima de un material conocido como puzolana y cal hidratada, finamente molidos. Su fraguado es algo más lento que el del cemento Portland, pero tiene la ventaja de que va fijando lentamente la cal liberada en la hidratación del clinker en un proceso que se prolonga durante mucho tiempo, por lo que el cemento va ganando, con la edad, en resistencia tanto mecánica como química, superando en ambas al portland.
Los aglomerantes cal-puzolana tienen su origen reconocido en las construcciones hechas por los romanos.
Hoy en día aún se conservan ruinas de grandes construcciones realizadas con este material.
- Datos: Q8343409